# Unterseeboot type UE II
Le Unterseeboot type UE II est une classe de sous-marins océaniques (Unterseeboot) mouilleur de mines construite en Allemagne pour la Kaiserliche Marine pendant la Première Guerre mondiale.

## Conception
Ces U-Boots étaient manœuvrés par quatre officiers et 36 membres d'équipage.
| Bateaux       | Nbr | Chantier naval         | N° fabrique | Construction |
| ------------- | --- | ---------------------- | ----------- | ------------ |
| U-117 à U-120 | 4   | AG Vulcan, Hambourg    | 91 à 94     | 1916 - 1918  |
| U-122 à U-126 | 5   | Blohm & Voss, Hambourg | 299 à 303   | 1916 - 1918  |

## Liste des sous-marins
Neuf sous-marins de type UE II ont été construits.

### Kaiserliche Marine
- U-117, se rend le 21 novembre 1918 aux Américains, coulé en 1921
- U-118, se rend le 23 février 1919 aux Français, puis démoli
- U-119, se rend le 20 novembre 1918 aux Français, devient le sous-marin français René Audry jusqu'au 7 octobre 1937, puis démoli.
- U-120, se rend le 22 novembre 1918 aux Italiens, démoli à La Spezia en avril 1919.
- U-122, se rend le 26 novembre 1918, s'échoue sur les côtes anglaises, puis démoli.
- U-123, se rend le 22 novembre 1918, s'échoue sur les côtes anglaises, puis démoli en 1921.
- U-124, se rend le 1er décembre 1918, démoli à Swansea en 1922.
- U-125, se rend le 26 novembre 1918 aux Japonais, devient le sous-marin japonais O1 de 1920 à 1921.
- U-126, se rend le 22 novembre 1918, démoli à Upnor en 1923.

## Navires coulés
| Date              | Nom                  | Tonnage | Nationalité | U-boot crédité |
| ----------------- | -------------------- | ------- | ----------- | -------------- |
| 10 août 1918      | Aleda May            | 31      | États-Unis  | U-117          |
| 10 août 1918      | Cruiser              | 28      | États-Unis  | U-117          |
| 10 août 1918      | Earl & Nettie        | 24      | États-Unis  | U-117          |
| 10 août 1918      | Katie L. Palmer      | 31      | États-Unis  | U-117          |
| 10 août 1918      | Mary E. Sennett      | 26      | États-Unis  | U-117          |
| 10 août 1918      | On Time              | 18      | États-Unis  | U-117          |
| 10 août 1918      | Progress             | 34      | États-Unis  | U-117          |
| 10 août 1918      | Reliance             | 19      | États-Unis  | U-117          |
| 10 août 1918      | William H. Starbuck  | 53      | États-Unis  | U-117          |
| 12 août 1918      | Sommerstad           | 3 875   | Norvège     | U-117          |
| 13 août 1918      | Frederic R. Kellogg* | 7 127   | États-Unis  | U-117          |
| 14 août 1918      | Dorothy B. Barrett   | 2 088   | États-Unis  | U-117          |
| 15 août 1918      | Madrugada            | 1 613   | États-Unis  | U-117          |
| 16 août 1918      | Mirlo                | 6 978   | Royaume-Uni | U-117          |
| 17 août 1918      | Nordhav              | 2 846   | Norvège     | U-117          |
| 24 août 1918      | Bianca*              | 408     | Royaume-Uni | U-117          |
| 26 août 1918      | Rush                 | 162     | États-Unis  | U-117          |
| 27 août 1918      | Bergsdalen           | 2 555   | Norvège     | U-117          |
| 30 août 1918      | Elsie Porter         | 136     | Royaume-Uni | U-117          |
| 30 août 1918      | Potentate            | 136     | Royaume-Uni | U-117          |
| 16 septembre 1918 | Wellington           | 5 600   | Royaume-Uni | U-118          |
| 29 septembre 1918 | Minnesota*           | 18 000  | États-Unis  | U-117          |
| 4 octobre 1918    | San Saba             | 2 458   | États-Unis  | U-117          |
| 2 octobre 1918    | Arca                 | 4 938   | Royaume-Uni | U-118          |
| 18 octobre 1918   | Njordur              | 278     | Islande     | U-122          |
| 27 octobre 1918   | Chaparra             | 1 510   | Cuba        | U-117          |
| 9 novembre 1918   | Saetia               | 2 873   | États-Unis  | U-117          |

* Navires endommagés

### Sources
- (en) Cet article est partiellement ou en totalité issu de l’article de Wikipédia en anglais intitulé « German Type UE II submarine » (voir la liste des auteurs).